# Italian History VI
Italian History VI is het zesde album van Italiaanse powermetalband Alltheniko, uitgebracht in 2017 door Pure Steel Records. De teksten en de muziek werden door de band samen geschreven.

## Nummers
1. Man on the Edge – 04:27
2. Respect and Fight – 03:45
3. Emblema – 04:16
4. Waste of Time – 03:48
5. Pain to Play – 04:55
6. Denier – 04:55
7. Like a Fake – 03:50
8. Italian History VI – 05:11
9. Propaganda – 02:23

## Bezetting
- Dave Nightfight: zang en basgitaar
- Joe Boneshaker: gitaar
- Luke the Idol: slagwerk